# Egilmar II. (Oldenburg)
Graf Egilmar II. (urkundlich bezeugt 1108–1142) gehört zu den Stammvätern des Hauses Oldenburg, dessen Nebenlinie Schleswig-Holstein-Sonderburg-Glücksburg die heutigen Königsdynastien von Dänemark, Norwegen und Großbritannien entstammen

## Familie
Aus einer Stiftungsurkunde für das Kloster Iburg bei Osnabrück von 1108 sind wir über die Familienangehörigen Egilmars II. gut unterrichtet. Sein Vater Egilmar I. war mit Richenza, einer Tochter der Ida von Elsdorf, verheiratet. Ida von Elsdorf wird von Albert von Stade als Verwandte eines Kaisers und eines Papstes vornehmster Herkunft und großen Reichtums gerühmt. Ihre genaue Zuordnung ist seit über 100 Jahren ein ungelöstes Rätsel. Da Ida von Elsdorf dreimal verheiratet war, ist auch der Vater der Richenza nicht gesichert. Vermutlich war es der sächsische Pfalzgraf Dedo von Goseck, welcher 1056 ermordet wurde. Sein Bruder und damit der mutmaßliche Onkel von Richenza war Erzbischof Adalbert von Hamburg-Bremen. Aus der Urkunde von 1108 ergibt sich, dass Graf Egilmar I. einen Bruder Giselbert hatte, welcher Kleriker war – vielleicht Domherr in Osnabrück. Der weltliche Spitzenzeuge, der Edelherr Giselbert, dürfte ein älterer Verwandter der beiden Brüder Graf Egilmar I. und Giselbert gewesen sein. 1108 hatte Egilmar II. einen wohl älteren Bruder Christian sowie eine Schwester Gertrud.
Egilmar II. war verheiratet mit Eilika von Werl-Rietberg, Tochter des Grafen Heinrich von Rietberg und der Gräfin Beatrix von Hildrizhausen. Aus der Ehe gingen folgende Kinder hervor:
- Heinrich I. von Oldenburg-Wildeshausen (* um 1122–1167) ⚭ Salome von Zuthpen-Geldern
- Christian I. von Oldenburg, der Streitbare (* um 1123; † 1167) ⚭ Kunigunde von Versfleth
- Beatrix von Oldenburg (* um 1124; † vor 1184) ⚭ 1150 Edelherr Friedrich von Ampfurt
- Eilika von Oldenburg (* um 1126; † 28. Februar 1189) ⚭ Graf Heinrich I. von Tecklenburg
- Otto von Oldenburg (* um 1130; † 22. Juli 1184, Dompropst in Bremen)[1][2]

## Erbschaft der Ida von Elsdorf
Nach Albert von Stade verlangte Egilmar II. 1112 das Erbe seiner Großmutter Ida von Elsdorf von dem Verwalter der Grafschaft Stade, dem aus der Ministerialität der Udonen stammenden Vizegrafen Friedrich von Stade, und erhielt eine reiche Abfindung. Vermutlich versuchte Friedrich von Stade damit Egilmars Stimme im sächsischen Fürstengericht für sich zu gewinnen, da er zu dieser Zeit versuchte, dort seine freie Herkunft und damit Lehnsfähigkeit durch Zeugen zu erweisen.

## Burgen
Ob Graf Egilmar II. schon in Oldenburg residierte, ist unbekannt.
Eventuell war sein Vater Graf der Burg Jadele(he) (heutzutage nur noch eine Sandbank im Jadebusen) gewesen, um von dort aus die friesischen Grafschaften des Erzstifts Hamburg-Bremen zu kontrollieren.
Nach der Chronik des Oldenburger Hausklosters Rastede wurden mehrere Edelleute von den Friesen vertrieben, die sich auf zwei Burgen in Zwischenahn und Elmendorf am Zwischenahner Meer zurückziehen mussten. Die St.-Johannes-Kirche zu Bad Zwischenahn, die drittälteste Kirche im Landkreis Ammerland, wurde nach dem Wortlaut eines sich im Archiv der Kirchengemeinde befindlichen Schriftstückes („Inventarium der Kirche“) aus dem Jahr 1774 vom Grafen Egilmar I. („Elimaro dem ersten“) Anno 1124 erbaut. Da Egilmar I. vermutlich vor 1112 gestorben ist, müsste es sich um Egilmar II. gehandelt haben. Auch der Chronist des Klosters Rastede verwechselte Vater und Sohn. Nach der Eintragung der Stifter im Buch des Lebens scheint man nicht einmal mehr gewusst zu haben, dass es zwei Grafen Egilmar gab. Aus der Klosterchronik ergibt sich, dass Egilmars II. Tochter Beatrix und deren Mann, der Edelherr Friedrich von Ampfurt, sich oft in der Burg Elmendorf aufhielten.
Als Vormund seiner Frau besaß Egilmar II. auch die Burg Rietberg, nach der er zu 1141 auch in der Kölner Königschronik benannt wird.

## Klostervogteien
Die Burg Jadele(he) könnte von Egilmar II. in das dort bezeugte St.-Vitus-Kloster umgewandelt worden zu sein, als sie gegen die Friesen nicht mehr gehalten werden konnte. Dies war die übliche Methode, sich über die Klostervogtei die Pertinenzen der ehemaligen Burg zu sichern. Die Vogtei für Jadele kann aber nur erschlossen werden.
Egilmar II. ist hingegen als Vogt des Alexanderstifts in Wildeshausen belegt. Diese Stellung verdankte er vermutlich seine Stellung als Nachfahre der Stifterfamilie Herzogs Widukinds – die sogenannten Immedinger – über seine Mutter Richenza. Deren mutmaßlicher Vater Pfalzgraf Dedo von Goseck gehörte mit Sicherheit zu den Immedingern, da sein Bruder Erzbischof Adalbert als ranghöchster geistlicher Würdenträger der Sippe das Rektorat über Wildeshausen ausüben konnte. Auch Egilmars Frau Eilika hatte immedingische Vorfahren, so dass eine doppelte Anwartschaft bestand.
Schließlich war Egilmar II. Vogt des 1091 geweihten Klosters Rastede, welches auf eine 1059 von Graf Huno und seiner Frau Willa gestiften Kirche zurückging. Nach der Überlieferung folgte er in diesem Amt einem Grafen Friedrich, der als einziger Sohn von Huno und Willa überliefert war. Vermutlich war sein Vorgänger in der Klostervogtei aber der 1124 gestorbene Graf Friedrich der Streitbare von Werl-Arnsberg, der Onkel väterlicherseits seiner Frau Eilika von Werl-Rietberg.

## Fehde
1141 berichtet die Kölner Königschronik von einer großen Fehde Egilmars gegen die Grafen Ekbert von Tecklenburg und Otto von Ravensberg. Angeblich verlor Egilmar II. den ersten Waffengang, um dann seine Widersacher gefangen zu nehmen. Es scheint um Erbansprüche der Eilika auf widukindisches Erbe im Osnabrücker Nordland gestritten worden zu sein. Die Fehde verlief vermutlich für Egilmar II. nicht so günstig, wie in der Chronik behauptet. Sie wurde höchstwahrscheinlich mit der Ehe zwischen Egilmars Tochter Eilika mit Heinrich von Tecklenburg beendet. Eilika d. J. erhielt eine riesige Mitgift aus dem umstrittenen Besitz.

## Tod
1142 wird Egilmar II. letztmals als vornehmster Vasall des Erzbischofs von Bremen bezeugt. Nach den jüngsten Überlegungen von Hucker soll er zwischen 1142/1153 von seinem Bruder Graf Christian erschlagen worden sein, was aber nicht gesichert erscheint. Seine Grablege fand er mit seiner Frau im Kloster in Jadele.